# إديث بولبرينغ
إديث بولبرينغ (بالألمانية: Edith Bülbring) (ولدت 27 ديسمبر 1903 - 5 يوليو 1990) كانت عالمة بريطانية مُتخصصة في مجال علم وظائف الأعضاء للعضلات الملساء، واحدة من أولى النساء اللاتي قُبلن كزميلة في الجمعية الملكية. وكانت بروفيسور في علم الصيدلة في جامعة أكسفورد (1967-1971)، وأصبحت أستاذ فخري (1971-1990) وعضو في سيدة مارجريت هول، أكسفورد.

## طفولتها
ولِدت إيديث بولبرينغ في 27 كانون الأول/ديسمبر 1903م، لأمٍ هولنديّة هورتينس ليونور بولبرينغ -ابنة مصرفيّ يهودي من لاهاي- (1868م-1938م)، ولأبيها الدكتور كارل بولبرينغ أستاذ اللغة الإنكليزية في جامعة بون (1863م-1917م). وبالرغم من أن أمها جاءت من بيئة ذات خلفية يهوديّة وأبيها كان بروتستانتيًا، إلا أن إيديث كانت ملحدة. كانت أصغر إخوتها الثلاث (هانز، لوسي، مود)، بدأت إيديث بتعلّم البيانو في عمر السادسة وكانت تمتلك الموهبة لذلك، بين عاميّ (1914-1918) أثناء الحرب العالمية الأولى انتقلت وشيقتيها الأكبر سنًا إلى لاهاي للمكوث مع عمّهم المصرفيّ الملكي الشهير جاكوبوس هنريكوس كان.
كان هانز الشقيق الأكبر لإيديث جنديًا في الحرب العالمية الأولى وقُتل عام 1918م. وبالرغم من أن إيديث برَعت في العزف على البيانو إلا أنها قررت دراسة الطب بدلًا من الموسيقا وهذا ما فاجأ أستاذها لأنها كانت قد أظهرت موهبة حقيقية.

## الحياة الجامعيّة
في عام 1923م التحقت بولبرينغ بجامعة بون لدراسة الفيزيولوجيا آملةً أن ينتهي بها المطاف بدراسة الطبّ، قادها حماسها الكبير في علم الأنسجة للعمل في مخبر عالم التشريح الشهير بويك، حصلت خلال فترة عملها في المخبر على تقنيّات مميّزة كانت الأساس لأول منشوراتها وأطروحة الدكتوراه في الطب .
قضت بولبرينغ في ميونخ عامًا كاملًا تُركّز على دراسة علم الباطنة وطب الأطفال والجراحة التي أتت بسمعة أستاذ الطب الباطني فردريك فون مولر، انتقلت في العام الذي يليه إلى فرايبورغ لأجل فصل دراسي حضرت فيه محاضرات بول تريندلينبورغ، ثم عادت إلى مدينة بون لإتمام سنتها الأخيرة.
خضعت في بون إلى إشراف عالم التشريح المرضي البروفيسور سييلن، وطبّقت في أطروحتها تقنيّة كانت تعلّمتها أثناء عملها في مخبر بويك وهي كيفية صبغ الألياف العصبية على خلايا ورم القواتم (phaeochromocytoma) وأظهرت كيف يتم تثبيط الألياف العصبية، تم تقديمه في 3 أيار/مايو 1928م، ونُشر في مجلة Virchows Archiv.
بعد أن أنهت دراستها انتقلت إلى برلين للعمل كطبيبة مقيمة دوريّة للإشراف على المرضى، أقنعها بول تريندلبرغ بالعمل في مخبره في برلين، وأثناء وجودهما في المختبر طلُب منها شرح التروية الدموية لقلب الضفدع التي من شأنها التحكم بالتدفق والجريان، واستخدمت ذلك لاحقًا في إحدى دراساتها عن العمل الدوائي والتي نُشرت في 1930م.
غادرت بولبرينغ برلين لمدّة عام ونصف بعد وفاة أستاذها بول ترندلنبرغ لتعمل طبيبة أطفال في مدينة يينا الألمانية، لتعود إليها عام 1932م وتعمل في مشفى فيرشو، في تلك الأثناء بدأ تصاعد الحزب النازي بسبب أصولها اليهودية، طُردت على أثره من المشفى ليتبعها طردٌ مع شقيقتيها لوسي وَمود إلى إنكلترا.

## العضلات الملساء
جاء اهتمام بولبرينغ بالعضلات الملساء نتيجةً لإحباطها من استجابتهم غير المتوقّعة، وقالت مُقتبسة «أجرينا الفحوصات على العضلات الملساء وكنا دومًا نجدها غامضة تمامًا، لم أستطع فهم سلوكها، تارة تتقلّص وتتمدد تارة أخرى عند نفس درجة الحرارة وضمن نفس الشروط المحيطية، لقد أزعجتني كل هذه الأشياء لدرجة ألّا أعمل بها بعد الآن إلا إذا فهمت سلوكها».
في عام 1953م انضمّ غوستاف بورن إلى بولبرينغ ليبدأا تعاونًا أصبح لاحقًا الأصل لمجموعة العضلات الملساء، كانت بولبرينغ قد بحثت في بدايات المجموعة عن الأيض -تحويل الغذاء إلى طاقة لتشغيل العمليات الخلوية وبناء البروتينات وغيرها-  وعن خصائص الكهربائية السالبة للعضلات الملساء، كما درست الدور الذي يلعبه السيروتونين في التقلّصات اللا إرادية للأمعاء الدقيقة. وابتكرت جهاز فجوة السكروز المزدوجة الذي استخدمته في تجاربها، واهتمت بالتأثير الحاصل على توتر/شد العضلات الملساء نتيجة للنواقل العصبية وخصوصًا الأستيل كولين والأدرينالين، نُشرت ثلاث ورقات بحثية حول الشرائط عام 1969م والتي أشارت إلى أن فرط الاستقطاب في الغشاء الذي يمكن مشاهدته بعد تطبيق الأدرينالين ما هو إلا نتيجةً للزيادة في نفاذية هذا الغشاء للكلوريد والبوتاسيوم.
عُرفت بولبرينغ باحترامها لزملائها وإنجازاتهم، وبدعمها الدائم وتشجيعها للناس لتطوير تقنيّاتهم ومهاراتهم، وأن يكونوا علماء مستقلين. أظهرت بولبرينغ قدرة كبيرة على توفير مواردها المالية، وخلق علاقات مع الجمعيات الخيرية والمجالس وشركاء الصناعة، سمحت لها تلك القدرات مجتمعةً على بناء مجموعة بحثية كبيرة.
سمح التأثير الذي أحدثته بولبرينغ وعملها الدؤوب على مدار 40 عامًا بازدهار مجال العضلات الملساء الوليد، وأدّى التطور الحاصل في تقنيات العضلات الملساء في مختبرها إلى زيادة المعرفة بفيزيولوجيا العضلات الملساء، وأنشطة العلماء الذين قضوا وقتًا في العمل مع انتشارها واهتمامها وحماسها في دراسة هذا النوع من الأنسجة حول العالم دراسة معمّقة.

## وفاتها وإرثها
قادتها أعمالها على الكاتيكولامينات والعضلات الملساء لنيلها عضويّة الجمعية الملكيّة عام 1958م [2]، وتم الاعتراف بنجاحاتها العديدة على نطاق واسع حصدت من خلاله العديد من الجوائز بما في ذلك لوحة شميديبرغ للجمعية الدوائية الألمانية وميدالية الترحيب الذهبية في علم الأدوية، بالإضافة للدرجات الفخريّة في كل من جروننجن، لوفين وهامبورغ وولاية سارلاند.
بعد تقاعدها عام 1971م، عملت بولبرينغ في مختبر الفيزيولوجيا التابع لجامعة أوكسفورد، سببت لها إصابتها القديمة في الكاحل وتصلّب شرايينها ضعفًا في الدورة الدموية مما أدى لبتر ساقها من تحت الركبة. بعد أن أُجريت لها جراحة ترقيعية وأضيفت تعديلات على سيارتها عادت إلى عملهاـ  لكن مع زيادة تصلّب الشرايين لديها وضعف الدورة الدموية في قدمها الثانية جرّبت جميع أنواع العلاجات، وبعد عمليّة محفوفة بالمخاطر توفّيت بولبرينغ في 5 تموز/يوليو 1990م.
اعترف بها علماء الفيزيولوجيا والصيدلة باعتبارها من أكثر علماء فيزيولوجيا العضلات الملساء تأثيرًا ونفوذًا في العالم، وأدت مساهمات بولبرينغ في العضلات الملساء وعلم الأدوية وعلاقات التعاون التي أنشأتها إلى جعلها أساسًا ترتكز عليه جميع دراسات وتحريات العضلات الملساء مستقبلًا.

## من منشورات العمل في أوكسفورد
- 1972م، آخر التطوّرات في دراسة العمل الدوائي على الآليات الخلوية للعضلات الملساء العليلة/ المؤتمر الدولي لعلم الأدوية، مانوس P/1-P/
- 1973م، مناقشة حول آخر التطوّرات في فيزيولوجيا العضلات الملساء للكائنات الفقاريّة (مع دي. إم، نيدهام).